# USS Hubbard (DE-211)
«Габбард» (англ. USS Hubbard (DE-211) — військовий корабель, ескортний міноносець класу «Баклі» військово-морських сил США за часів Другої світової війни.
«Габбард» був закладений 11 серпня 1943 року на верфі Charleston Naval Shipyard у Норт-Чарлстоні, де 11 листопада 1943 року корабель був спущений на воду. 6 березня 1944 року він увійшов до складу ВМС США.
Ескортний міноносець «Габбард» брав участь у бойових діях на морі в Другій світовій війні, супроводжував транспортні конвої союзників в Атлантиці. За час війни брав участь у затопленні у взаємодії з іншими протичовновими кораблями двох німецьких підводних човнів U-248 і U-546.
За бойові заслуги, проявлену мужність та стійкість екіпажу в боях «Габбард» удостоєний двох бойових зірок, нашивки за участь у бойових діях, медалей «За Європейсько-Африкансько-Близькосхідну», «За Американську кампанії» і Перемоги у Другій світовій війні.

## Історія служби
16 січня 1945 у Північній Атлантиці північніше Азорських островів американські ескортні міноносці «Хейтер», «Оттер», «Варіан» та «Габбард» виявили німецький підводний човен U-248. Унаслідок проведеної глибинними бомбами атаки американських есмінців ворожий човен був затоплений разом з усіма 47 членами екіпажу.
24 квітня 1945 року «Габбард» взяв участь у проведенні операції «Тірдроп». Під час патрулювання північно-західніше Азорських островів німецьким підводним човном U-546 був затоплений американський ескортний міноносець «Фредерік Девіс». У свою чергу американські есмінці «Флагерті», «Нойнцер», «Чатлейн», «Варіан», «Габбард», «Янсен», «Пілсбарі» та «Кейт» провели контратаку та глибинними бомбами атакували й затопили субмарину противника.